# Craugastor chac
Craugastor chac is een kikker uit de familie Craugastoridae. De soort werd voor het eerst wetenschappelijk beschreven door Jay Mathers Savage in 1987. Oorspronkelijk werd de wetenschappelijke naam Eleutherodactylus chac gebruikt. De soortaanduiding chac verwijst naar de lokale regengod Chac.
De kikker komt voor in delen van Midden-Amerika en leeft in de landen Belize, Guatemala en Honduras. Craugastor chac wordt bedreigd door het verlies van habitat.